# Dasylirion cedrosanum
Dasylirion cedrosanum är en sparrisväxtart som beskrevs av William Trelease. Dasylirion cedrosanum ingår i släktet Dasylirion, och familjen sparrisväxter. Inga underarter finns listade i Catalogue of Life.

## Bildgalleri

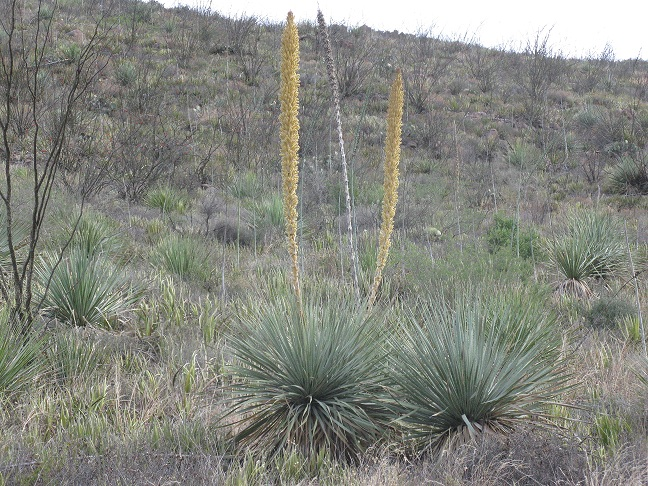
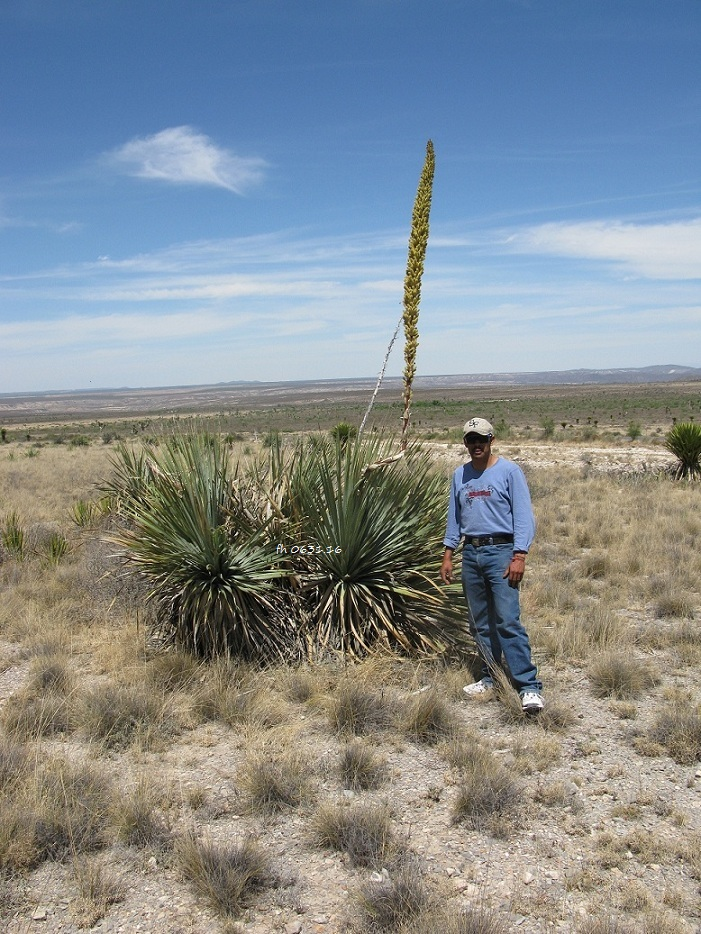